# Phare du Cap Malabata
Le phare du cap Malabata est un phare situé sur le Cap Malabata, au nord-est de la ville de Tanger (Région de Tanger-Tétouan-Al Hoceïma - Maroc).
Il est géré par l'autorité portuaire et maritime au sein du Ministère de l'équipement, du transport, de la logistique et de l'eau

## Histoire
Le phare a été construit sur le Cap Malabata au début du XXe siècle. Ce promontoire ferme la baie de Tanger à 10 km au nord-est du port de Tanger sur le détroit de Gibraltar. C'est une tour carrée de 18 m de haut, avec galerie et lanterne, qui domine une maison de gardiens de 2 étages. Le bâtiment est blanc et la lanterne est grise.
Il émet un éclat blanc, toutes les 5 secondes, d'une portée maximale de 22 milles nautiques (environ 40 km).
Identifiant : ARLHS : MOR032 - Amirauté : D2498 - NGA : 22872.
|          |
| Le phare |

|              |
| Cap Malabata |

### Lien connexe
- Liste des phares du Maroc